# Джавахішвілі Гіві Дмитрович
Гіві Дмитрович Джавахішвілі (груз. გივი ჯავახიშვილი; 18 грудня 1912, місто Тифліс, тепер Тбілісі, Республіка Грузія — 10 листопада 1985, місто Тбілісі, тепер Республіка Грузія) — грузинський радянський державний діяч. Голова Ради міністрів Грузинської РСР (1953—1975). Член Бюро ЦК КП Грузії в 1953—1975 роках. Депутат Верховної Ради Грузинської РСР 3—9-го скликань. Член ЦК КПРС (1956—1976). Депутат Верховної Ради СРСР 4—9-го скликань.

## Життєпис
Народився в родині лікаря Дмитра Джавахішвілі й Ганни Магалашвілі.
1934 року закінчив гірничий факультет Закавказького індустріального інституту в Тифлісі, за фахом — інженер-геолог.
У 1934—1941 роках був начальником гідрогеологічних партій та експедицій, науковим співробітником в Грузинському інституті курортології.
Член ВКП(б) з 1940 року.
З 1941 до 1942 року перебував на посаді інструктора Орджонікідзевського районного комітету КП(б) Грузії міста Тбілісі.
У 1942—1944 роках завідував сектором і паливно-енергетичним відділом Держплану при Раді народних комісарів Грузинської РСР.
З 1944 по 1945 рік був інструктором відділу паливної та енергетичної промисловості ЦК КП(6) Грузії. З 1945 до 1947 року — заступник завідувача відділу паливної та енергетичної промисловості ЦК КП(6) Грузії. У 1947—1948 роках обіймав посаду заступника секретаря ЦК КП(б) Грузії з паливно-енергетичної промисловості і завідувача відділу паливної та енергетичної промисловості ЦК КП(б) Грузії.
З 1948 по 1952 рік — завідувач відділу важкої промисловості ЦК КП(б) Грузії.
6 квітня 1952 — 15 квітня 1953 року — голова Верховної ради Грузинської РСР.
Одночасно 8 вересня 1952 — 28 квітня 1953 року — голова виконавчого комітету Тбіліської міської ради депутатів трудящих.
15 квітня — 21 вересня 1953 року — 1-й заступник голови Ради міністрів Грузинської РСР.
21 вересня 1953 — 17 грудня 1975 року — голова Ради міністрів Грузинської РСР.
Закінчив Заочну Вищу партійну школу при ЦК КПРС. Делегат 20—24-го з'їздів КПРС.
З грудня 1975 року — персональний пенсіонер союзного значення. Помер 10 листопада 1985 року в місті Тбілісі.

## Нагороди і звання
- два ордени Леніна
- орден Жовтневої Революції
- орден Трудового Червоного Прапора
- орден «Знак Пошани»
- медалі